# Megan Cornish
Megan Cornish (Oswego (New York), 27 mai 1947) est une féministe socialiste, militante syndicale et électricienne américaine. Elle principalement milité contre les discriminations au travail au sein de son entreprise, la Seattle City Light.

## Biographie
Elle est diplômée d’une licence en littérature de l’université Cornell en 1969. Elle milite au sein du mouvement anti-guerre à Tacoma. Elle s'engage également dans les mouvements ouvriers, anti-guerre et de déségrégation. Son militantisme se concentre sur la création d'opportunités d'emploi pour les hommes noirs.
Elle rejoint l’organisation socialiste féministe Radical Women en 1972, ce qui la pousse à réfléchir à l’importance de la classe ouvrière et à l’organisation syndicale. En 1974, elle participe au piquet de grève des employés de bureau et des agents d'entretien de l'université de Washington, qu'elle décrit plus tard comme la première manifestation pour l’égalité salariale à travail égal.